# Askvoll
Askvoll ( ? i  escolteu-ne la pronunciació en noruec) és un municipi situat al comtat de Vestland, Noruega. Té 3.023 habitants (2016) i la seva superfície és de 326,17 km². El centre administratiu del municipi és la població homònima.
El municipi té uns 3.000 habitants i cobreix una àrea de 326 quilòmetres quadrats. S'estén des de les illes Bulandet a l'oest fins a l'est al municipi de Førde. El muntanya més alta és Blegja i té una altitud de 1.304 metres. La muntanya d'Alden (coneguda com el "Cavall noruec") està situat a l'illa d'Alden i s'eleva gairebé verticalment fora del mar fins a una alçada de 481 metres sobre el nivell del mar i és visible des de més de 100 quilòmetres al mar.

## Informació general

### Nom
El municipi (originalment la parròquia) es nomena després de la granja d'Askvoll (en nòrdic antic: Askvǫllr), ja que la primera església va ser construït allà. El primer element és askr que significa "freixe" i l'últim element és vǫllr que significa "prat".

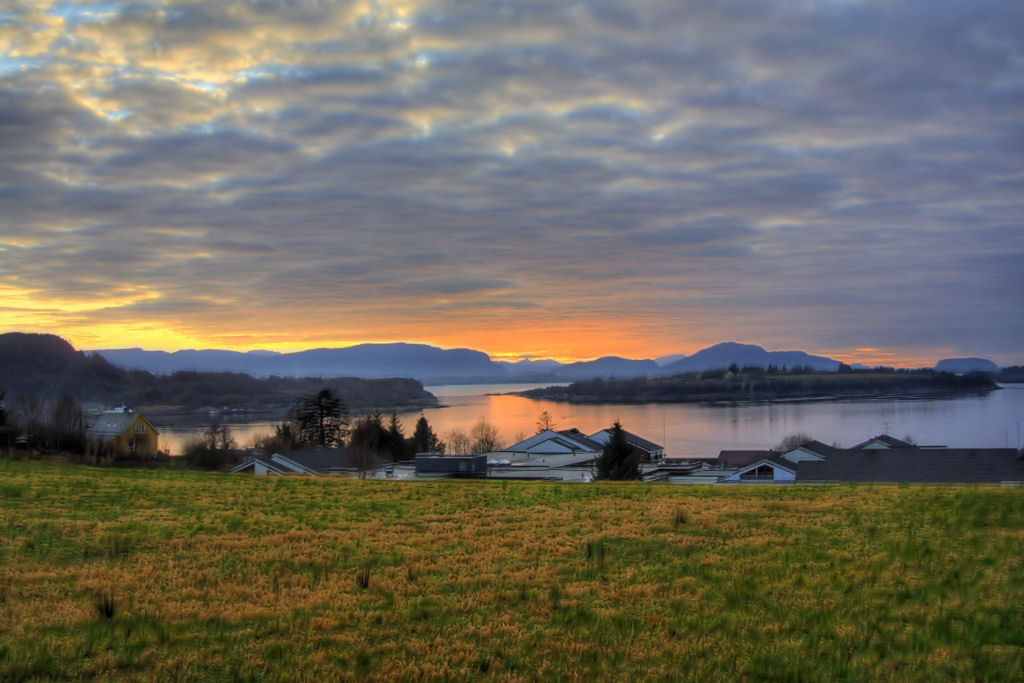
Vista de Prestmarka.

### Escut d'armes
L'escut d'armes és modern; se'ls va concedir el 5 de gener de 1990. L'escut mostra una antiga creu de pedra medieval en un fons verd. La creu representa la Korssundkrossen, que està lligada a diverses històries de Sant Olaf.

## Geografia

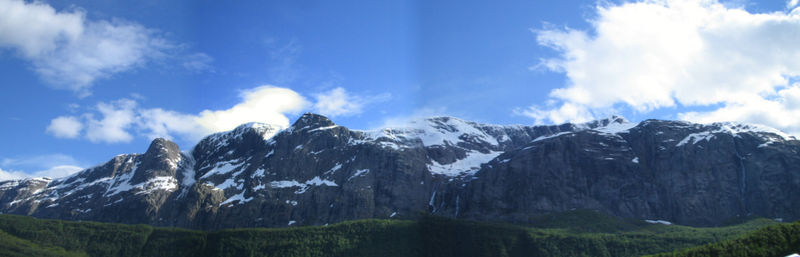
Vista de les muntanyes d'Heilefjell.

El municipi d'Askvoll cobreix una àrea de 321 quilòmetres quadrats, dels quals 254 són a la part continental, mentre que els 67 restants es componen d'illes i illots al llarg dels seus 52 quilòmetres de costa. A l'oest s'hi troba el mar del Nord, al nord s'hi troben els municipis de Flora i Naustdal, a l'est s'hi troben els municipis de Førde i Gaular, i al sud hi ha els municipis de Fjaler i Solund.

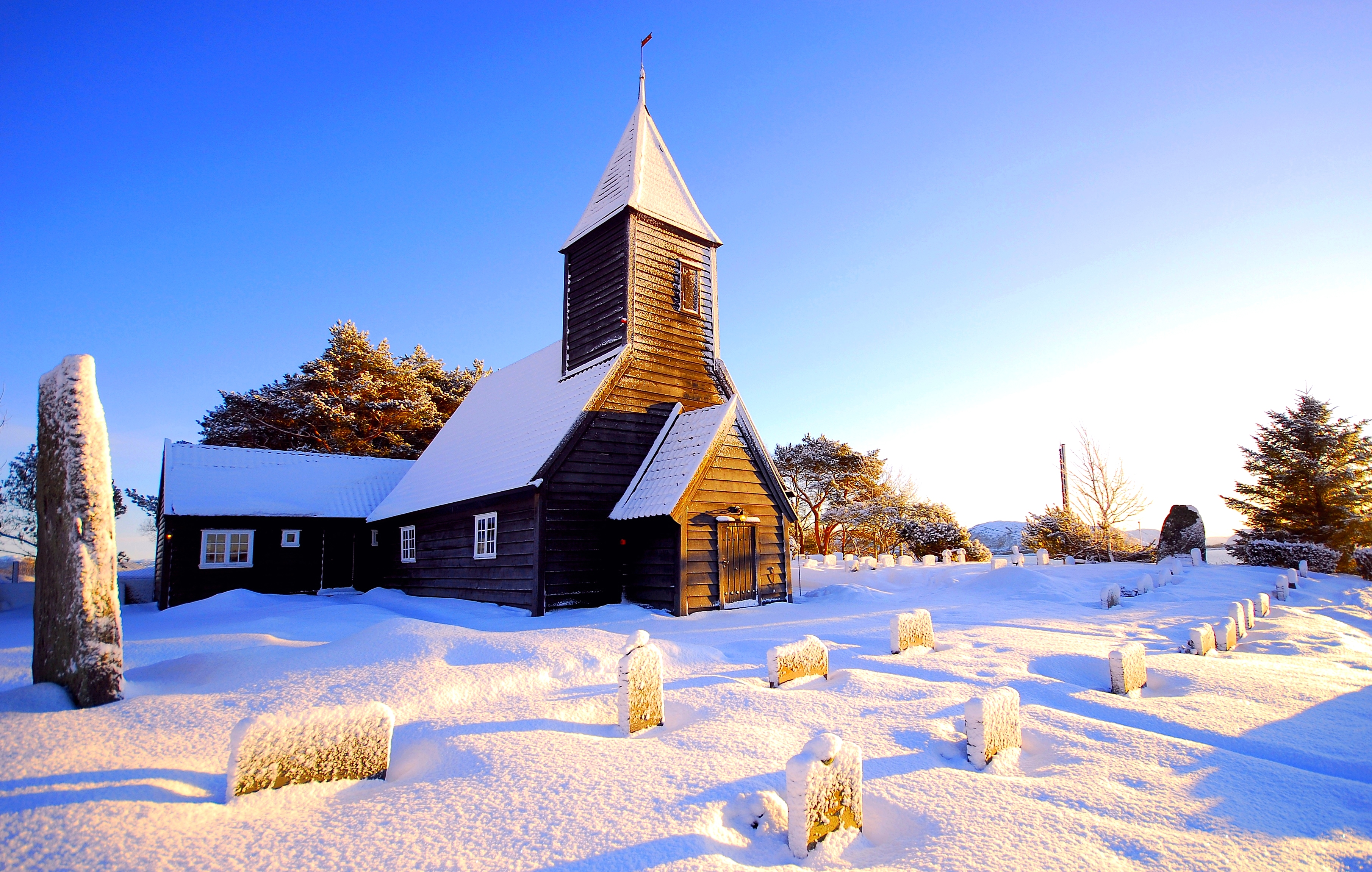
Vista de l'església de Vilnes.

La major part del municipi es troba al continent entre els fiords de Førdefjorden i Dalsfjorden. L'arxipèlag de Bulandet es troba a la part més occidental del municipi. Hi ha moltes altres illes entre Bulandet i el continent, com ara Værlandet, Alden, i Atløyna. El far de Geita es troba en una petita illa davant la costa d'Askvoll.
Askvoll té una gran quantitat de reserves d'aus marines, que atrauen molts turistes. No obstant això, les visites a les reserves tenen restriccions, especialment durant la temporada de reproducció. Una àrea que és bona per a l'observació d'aus és la reserva natural d'Askvika. Aquesta zona humida té una rica avifauna amb 69 espècies registrades.